# Spirale délinquante
La spirale de la délinquance est un mécanisme psychosocial permettant de comprendre l'entrée en délinquance de certaines personnes, majeures ou mineures. Il s'agit de l'entrée et de l'aggravation de la délinquance dans l'adolescence. C'est à l'adolescence que le jeune se trouve confronté aux autres jeunes ayant des valeurs et/ou des comportements délinquants. Il peut vivre une dissonance entre ses valeurs et conduites et celles de ses pairs. Pour réduire cette dissonance, le jeune va soit amplifier son entrée en délinquance, soit la faire décroître.

## Description du processus
La spirale de la délinquance en tant que mécanisme psychosocial est à distinguer de l'usage assez courant de spirale de la violence lorsqu'il y a des conflits armés comme entre Israël et le Hamas à Gaza en 2023 , dans les violences domestiques  ou lors de manifestations comme en France en 2023.

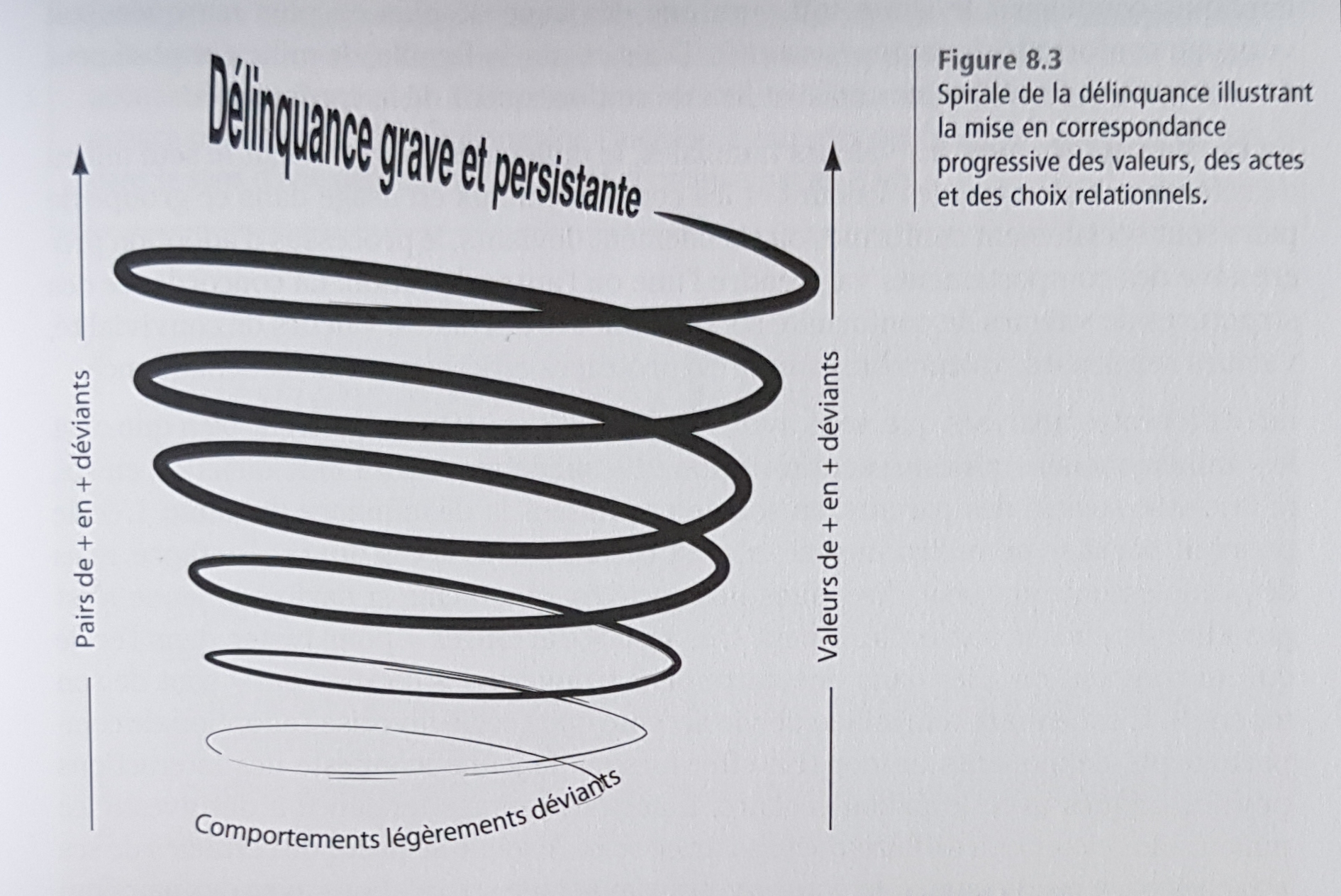
Spirale délinquante de Michel Born 1983

La notion de spirale de la délinquance telle qu'elle est définie ici est utile en criminologie, Criminologie juvénile, psychologie du développement, psychologie de l'adolescent et psychologie sociale. Ainsi, exposant les manières d’entrer dans la délinquance, la police de Bruxelles écrit en 2022 « De nombreuses recherches mettent en évidence que le groupe joue un rôle crucial dans l’apprentissage et la transmission de comportements criminels (attitudes et techniques) par imitation, surtout auprès des jeunes. En criminologie, par leur théorie de l’association différentielle, Sutherland et Cressey (1992) ont montré le rôle des interactions dans cet apprentissage. L’individu adopte aussi les valeurs du groupe, ce qui peut inclure les motivations et justifications de l’activité criminelle. En mettant en évidence ce qu’il a appelé la « spirale délinquante », Born a considéré que l’on choisit ses amis vu la similitude des valeurs et des conduites partagées, ce qui renforce réciproquement les comportements déviants. Il ajoute que le choix des comportements correspond souvent à intégrer un groupe de pairs constituant son «groupe de référence».»
Born a proposé la définition et la description de ce mécanisme de spirale de la délinquance ou spirale délinquante. L'origine de la spirale se trouve dans les conflits internes que suscitent les comportements opposés aux normes collectives. Dans ce cas, il y a tendance pour l'individu à neutraliser le conflit. Il peut alors soit changer ce comportement, soit se justifier, soit minimiser, déplacer sa responsabilité ou changer de groupe de référence. Ainsi donc, l'individu tendra à fréquenter les groupes qui véhiculent les mêmes normes : il y aura donc renforcement réciproque des comportements déviants. (Born, 1983, p. 146). L'identification de ce mécanisme repose sur l'analyse par Born d'un échantillon de 185 jeunes interrogés non seulement sur leur délinquance, mais aussi sur leur situation familiale, leurs occupations et leurs valeurs.
Une analyse statistique de régression en étape a permis de montrer que le choix comportemental délinquant, à l'adolescence, correspond souvent à un choix de milieu, c'est-à-dire d'un groupe de pairs qui constitue le groupe de référence. On ne choisit pas ses amis par hasard, mais, au contraire, on suit une logique relationnelle qui tient compte de la correspondance des valeurs et de la similitude des conduites. Des processus circulaires se déroulent où l'adolescent met en concordance ses valeurs et le milieu qu'il fréquente. Le comportement prépare le choix de valeurs et ce choix rejaillit sur l'adoption de certains comportements. Cette manière de comprendre le mécanisme de la spirale délinquante repose sur les découvertes relatives à l'apprentissage, particulièrement l'apprentissage social décrit par Albert Bandura et aux processus d'interactionnisme symbolique et surtout de la théorie de la réduction de la dissonance cognitive.
"Des idées déviantes existent chez toute personne, mais ce sont les successions de choix de valeurs, de milieux et de comportements qui vont minimiser ou maximiser la déviance au cours du développement personnel, tout particulièrement pendant l'adolescence. Ceux qui ont intégré certaines valeurs et qui veulent les protéger ou les développer vont être amenés à choisir des milieux qui faciliteront l'éclosion des comportements en accord avec ces valeurs. On peut donc parler d'un « milieu choisi » au sens où Étienne De Greeff (1946) l'entendait, c'est-à-dire dans le contexte de la délinquance, comme un milieu propice au crime. La personne qui pose des actes en accord avec le milieu choisi va être amenée progressivement à développer les valeurs (éventuellement asociales ou antisociales) sous-tendues par ces comportements et le milieu. Les comportements déviants – comme tout autre comportement social – sont sous la dépendance des choix de milieux et de valeurs." Glowacz et Born, Psychologie de la délinquance, 2017, p 218 ,.
La spirale de la délinquance s'applique, mutatis mutandis, aux addictions et toxicomanies puisqu'une spirale de dépendance peut s'enclencher dans un groupe de pairs, par exemple, petits fumeurs de cannabis. Cette spirale va gagner en force si un bénéfice financier est retiré du trafic et de la vente du produit, de sorte que le mode de vie du consommateur en devient totalement modifié.
Cette spirale peut s'inverser soit pour protéger le jeune à risque de s'affilier à un groupe de pairs délinquants ou toxicomanes. Cette inversion fera alors partie des mécanismes en jeu dans la résilience telle que proposée par Boris Cyrulnik. Ce mécanisme est à mobiliser dans les interventions auprès des jeunes délinquants pour accompagner leur sortie de la délinquance ,.